# Conrad Fredrik von der Lippe

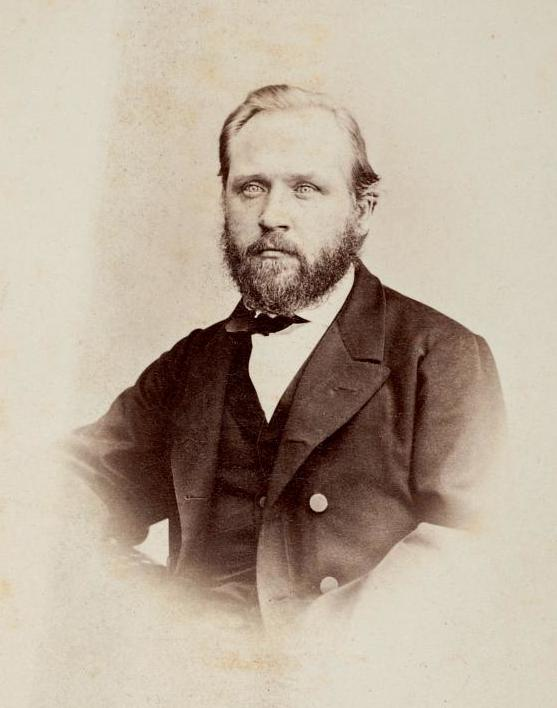
Conrad Fredrik von der Lippe (vor 1887)

Conrad Fredrik von der Lippe (* 8. Oktober 1833 in Kristiansand; † 27. Dezember 1901 auf Klyva gård, Os (heute Bjørnafjorden)) war ein norwegischer Architekt des Historismus. Er entwarf in Stavanger und Bergen mehrere Gebäude in Backsteingotik sowie zahlreiche über das ganze Land verstreute Holzkirchen im traditionellen Stil. In Nachschlagwerken ist er auch unter den Namen Fredrik von der Lippe, Fredrik Conrad von der Lippe, Conrad Fritz von der Lippe oder Fredrik Lippe verzeichnet.

## Familie
Conrad Fredrik von der Lippe war der Sohn des Bischofs von Kristiansand und Parlamentspräsidenten Jacob von der Lippe und dessen Ehefrau Ingeborg Brun Erichsen (eine Enkelin von Johan Nordahl Brun). Von den acht Kindern aus dieser Ehe, die das Säuglingsalter überlebten, war Conrad Fredik das siebente. Seine Geschwister hießen Gerhard (* 1823), Cathrine (* 1824), Ingeborg Lucie Marie (* 1825), Jacob (* 1828), Hans (* 1829), Antonette Ulrikke (* 1831), Johan Nordahl Brun (* 1838).

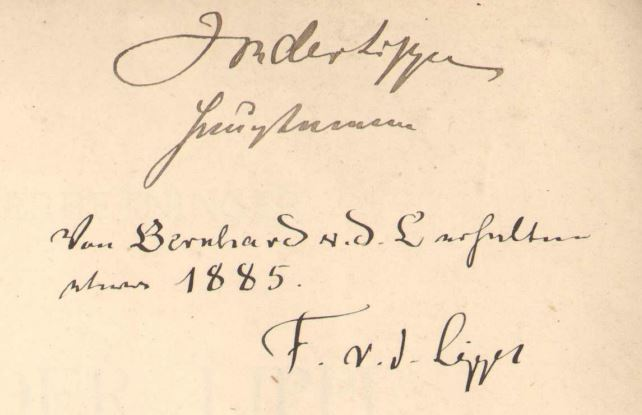
Signatur von Conrad Fredrik von der Lippe aus der von ihm veröffentlichten Genealogie seiner Familie

Er verheiratete sich am 5. Juli 1859 in Darmstadt mit Johanne Louise Caroline Voigt (* 11. Februar 1837), Tochter eines Hauptmanns in der Großherzoglich Hessischen Armee und Enkelin eines Geheimen Regierungs-Kanzlers beim Fürsten von Isenburg. Das Ehepaar hatte fünf Nachkommen: Ingeborg (* 1860), Ludvig Voigt (* 1863), Johanna Marie Gerhardine (* 1866), Jacob (* 1870) und Jens Andreas Holmboe (* 1877). Die älteste Tochter wurde unter dem Namen Ingeborg von der Lippe Konow eine erfolgreiche Kinderbuchautorin und Übersetzerin. Ludvig Voigt stürzte als Sechsjähriger aus einem Boot und ertrank. Jacob (Jakob) wurde Schauspieler und durch Hanna Castberg Vater von drei bekannten Söhnen, dem Theaterdirektor Frits von der Lippe, dem kommunistischen Politiker Just Lippe und dem Keramikkünstler Jens von der Lippe.
Conrad Fredriks Familie ist deutschen Ursprungs und stammt aus Bremen, von wo aus ein Jacob von der Lippe († 1702) nach Bergen eingewandert war. Das von im Namen ist keine Adelsbezeichnung, sondern verweist auf die westfälische Herkunft. Die bürgerlich-kaufmännische Familie hat in 300 Jahren einige prominente Vertreter hervorgebracht. Conrad Fredrik hat selbst genealogische Dokumente gesammelt und 1883 als Personalhistoriske Efterretninger om Familien von der Lippe (Berichte über die persönliche Geschichte der Familie von der Lippe) veröffentlicht, ein Werk, das er dem Gedächtnis seines Vaters widmete und das wegen seines Detailreichtums und der Bedeutung der Familie auch von allgemein-historischem Interesse ist.

## Karriere

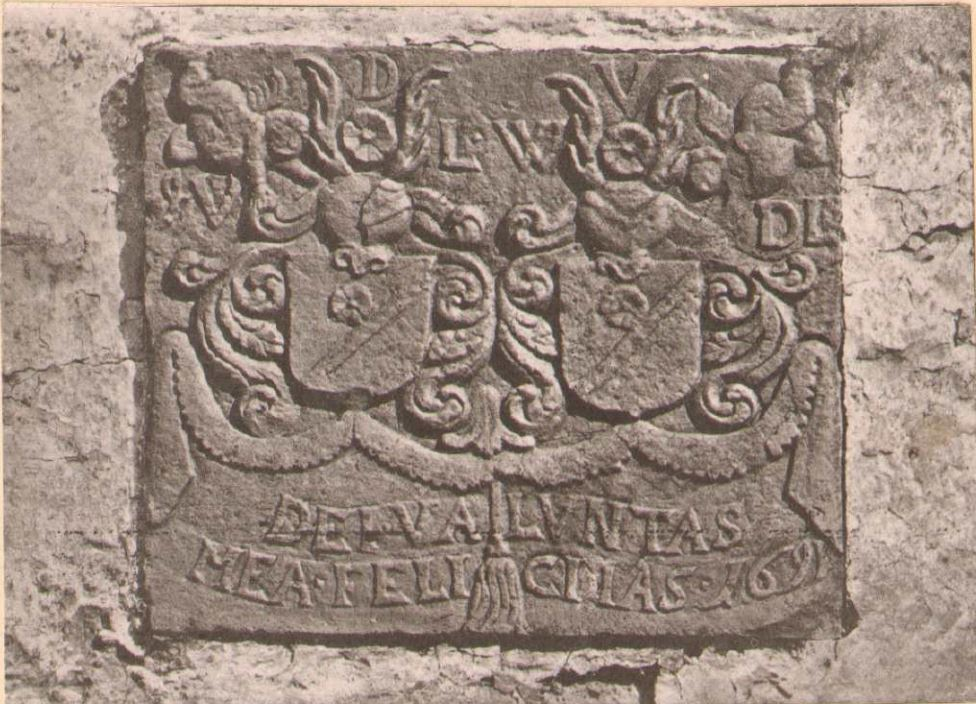
Wappen der norwegischen Familie von der Lippe, veröffentlicht in Conrad Fredrik von der Lippe: Personalhistoriske Efterretninger (1883)

Conrad Fredrik von der Lippe studierte 1851–1853 an der Polytechnischen Schule Hannover (ab 1879 Königliche Technische Hochschule) Naturgeschichte, Mineralogie, Chemie, Physik, Geometrisches Zeichnen und Mathematik. Anschließend setzte Lippe seine Studien in Darmstadt und Berlin fort.
1856 eröffnete er ein Architekturbüro in seiner Heimatstadt Kristiansand, zog aber schon im Herbst 1857 nach Stavanger, um an der dortigen offentlige tegneskole (öffentlichen Zeichenschule) zu unterrichten. Zehn Jahre lang, von 1860 bis 1870, war er bygningsinspektør (Bauinspektor) in Stavanger, dann dreißig Jahre lang, von 1870 bis 1900, stadskonduktør (städtischer Bauleiter) in Bergen. In Bergen betrieb er sein privates Büro weiter, davon 1873–1881 unter dem Firmennamen von der Lippe & Jess mit dem Partner Hans Heinrich Jess (1847–1916), der mit dem Hotel Hardanger in Odda eine Ikone des Schweizerstils geschaffen hatte. Ab 1881 durfte Lippe, da städtischer Bauleiter, im Gemeindegebiet Bergen keine privaten Architekturarbeiten übernehmen.

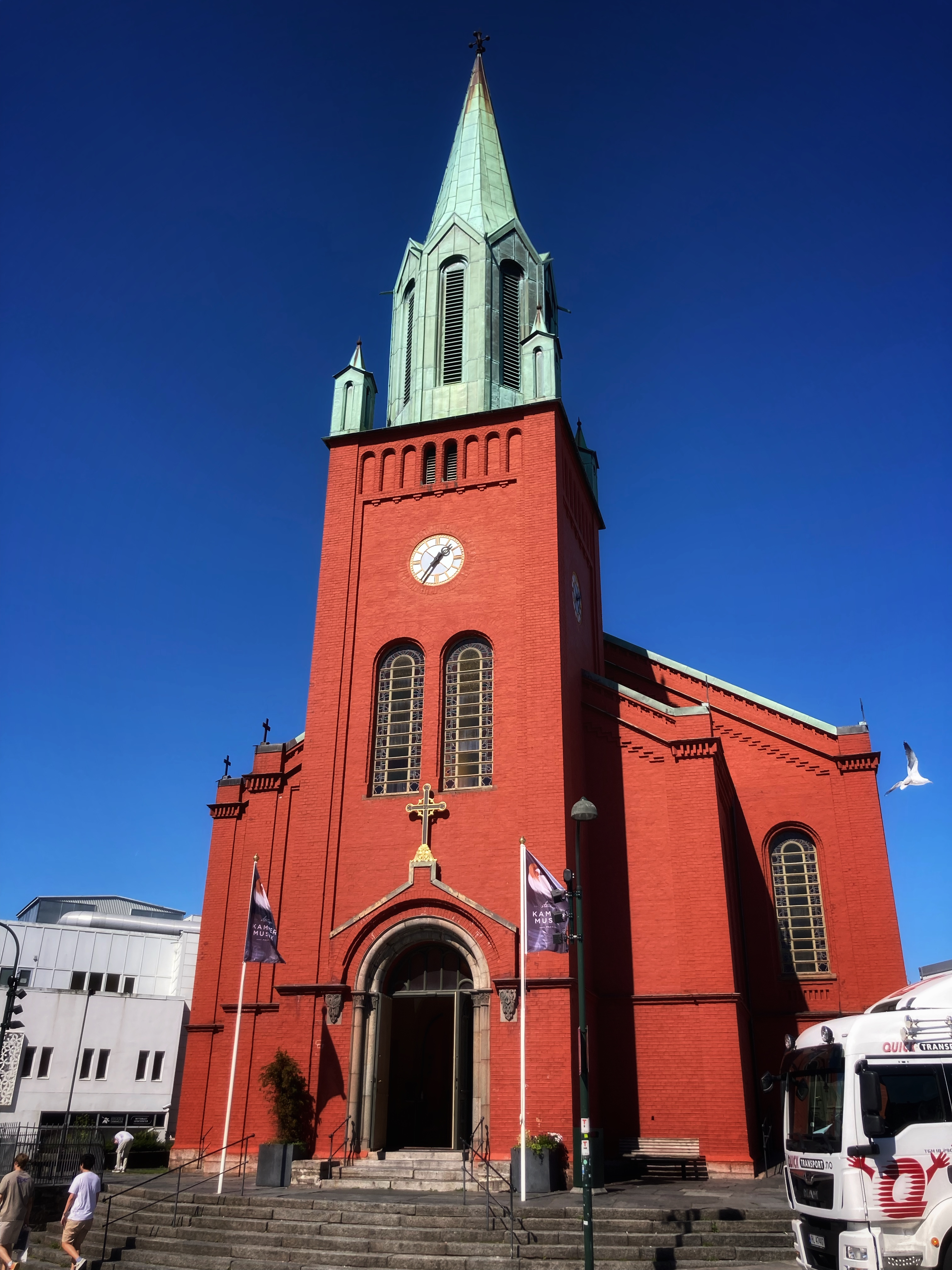
St. Petri kirke, Stavanger (1866)

„Als erster ortsansässiger Architekt von Stavanger prägte Fredrik Lippe das Stadtbild über einen Zeitraum von 13 Jahren entscheidend mit.“ Er entwarf historisierend im Stil der Gotik und der Renaissance. Die Fassade seines eigenen Hauses, Kongens gate 49 (1867), schmückte er mit Porträts von Kallikrates, Filippo Brunelleschi, Michelangelo und Karl Friedrich Schinkel. Die 1866 errichtete St. Petri kirke (Peterskirche) wurde aus rotem Backstein und mit rundbogigen Fenstern erbaut. „Ihr Langhaus ist mit einem englisch anmutenden offenen Dachstuhl gestaltet. Durch ein niedriges Zwischenjoch wirkt der Turm aus dem Langhaus freigestellt. Dem quadratischen Turm ist eine in Kupfer verkleidete Glockenstube aufgesetzt, gestaltet als oktogonale Laterne, flankiert von vier kleinen Ecktürmchen.“ Eine der letzten Arbeiten in Stavanger war die 1870 abgeschlossene Renovierung der Stavanger Domkirke.
Für den Bryggen, das alte Hanseviertel in Bergen, entwarf Conrad Fredrik von der Lippe 1874–1877 den Finnegårds-Bazaren (oder Murtasken) als Anbau vor dem Finnegården (seit 1872 Hanseatisches Museum), den gegenüber liegenden Kjøttbazaren (Fleischmarkt, UNESCO-Weltkulturerbe) im Rundbogen-Stil nach Florentiner Art, Finngården 1a-b als Abschluss des Bryggen und das Eckhaus für Martens in Richtung Almenningen. Diese Gebäude sind ebenfalls aus rotem Backstein errichtet und ihr Stil erinnert an die norddeutsche Gotik des späten Mittelalters.

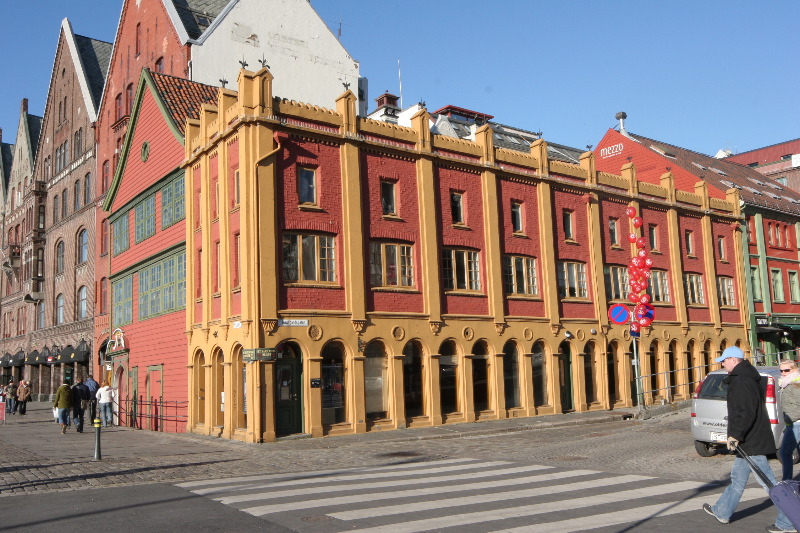
Finnegårds-Bazaren oder Murtasken (1876), neben dem Finnegården am Bryggen in Bergen. Das Gebäude beherbergt das Hansemuseum.

In verschiedenen Landesteilen sind von Lippe entworfene Privathäuser erhalten geblieben, wie die Villa Snøringsmoen in Lillesand (im Schweizerstil, um 1867) und Ole Bulls Villa Lysøen in Lysøen (maurisch inspiriert, 1872, erweitert 1905).
Die Architekturkritik hat sich auch für Lippes zahlreiche Holzkirchen interessiert, die sich aber nicht wesentlich von den Entwürfen seiner zeitgenössischen Berufskollegen unterscheiden. Mehrfach diente eine fertiggestellte Kirche als Modell für spätere Konstruktionen. So war Sund ein Vorbild für die Kirche von Varaldsøy. Über diese Kirche hat Lippe (als Fredrik Lippe und zusammen mit seinem Partner Hans Heinrich Jess) eine Monografie in deutscher Sprache veröffentlicht. Er hat auch vereinzelt Artikel in Zeitschriften veröffentlicht (Morgenbladet, Bergens Tidende, Bergens Aftenblad, Illustreret Nyhedsblad).
Abgesehen von seiner Mitgliedschaft in Berufsvereinigungen wie dem Bergener Handwerksverein, in dem er neun Jahre lang Vorsitzender war, engagierte sich Conrad Fredrik von Lippe auch kulturell. Er war im Vorstand des ältesten Bergener Theaters Den Nationale Scene und des Fortidsminneforeningen, einem privaten Verein für den Erhalt kulturhistorischer Denkmäler, dem der Fortbestand der norwegischen Stabkirchen zu verdanken ist.

## Mitgliedschaften
(Auswahl)

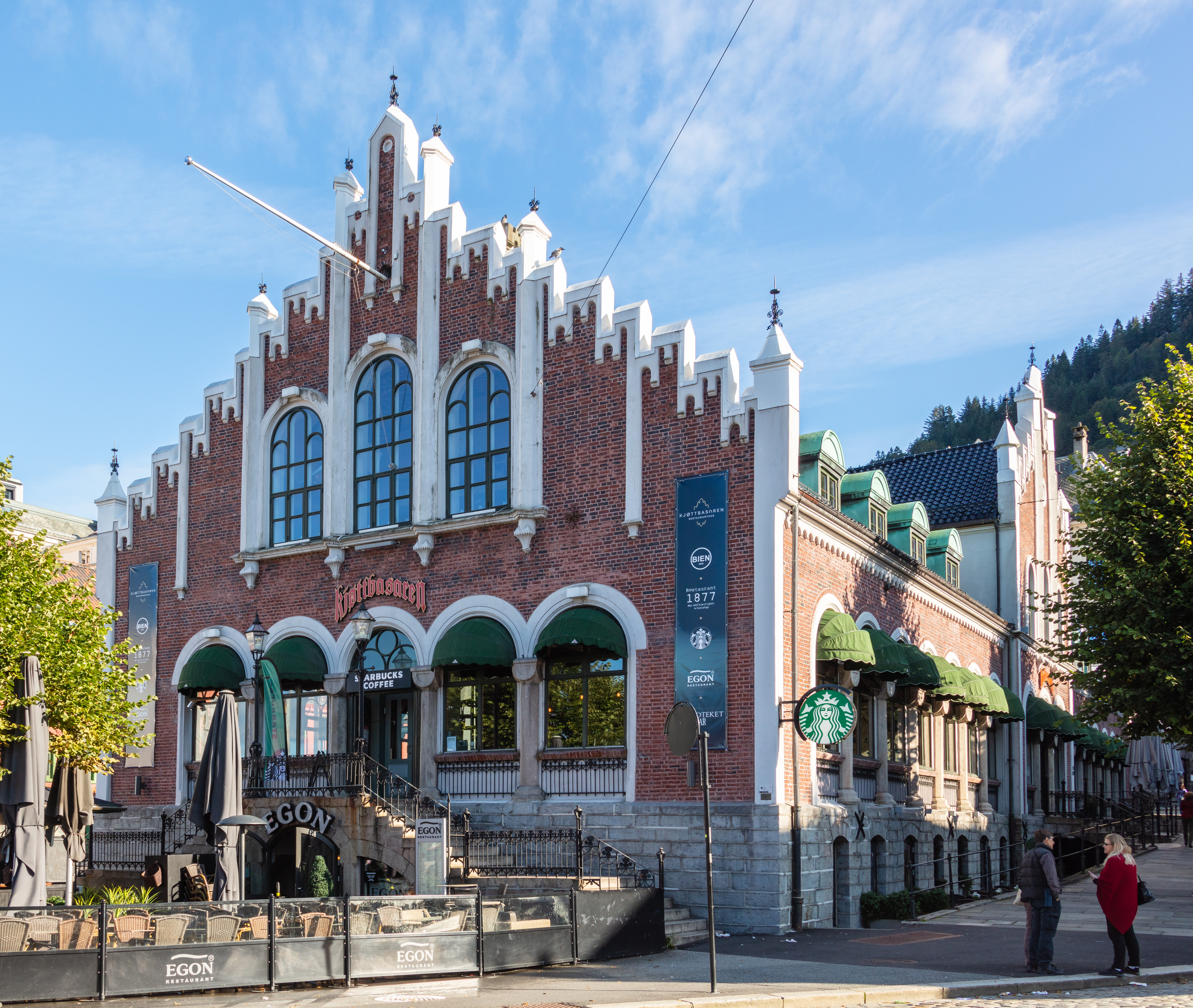
Kjøttbazaren (Fleischmarkt), UNESCO-Weltkulturerbe in Bergen (1874)

- Mitglied des Bergener Handwerks- und Industrievereins ab 1870, stellvertretender Vorsitzender 1875–1876, Vorsitzender 1876–1877, 1880–1881, 1889–1893.
- Mitglied des Vorstands des Theaters Den Nationale Scene (Die nationale Bühne) in Bergen ab 1876
- Mitglied des Norwegischen Ingenieur- und Architektenvereins ab 1880
- Vorstandsmitglied der Zweigstelle Bergen des Vereins Foreningen til norske Fortidsminnesmerkers Bevaring (Norwegische Vereinigung für Denkmalpflege)

## Ausgeführte Bauten

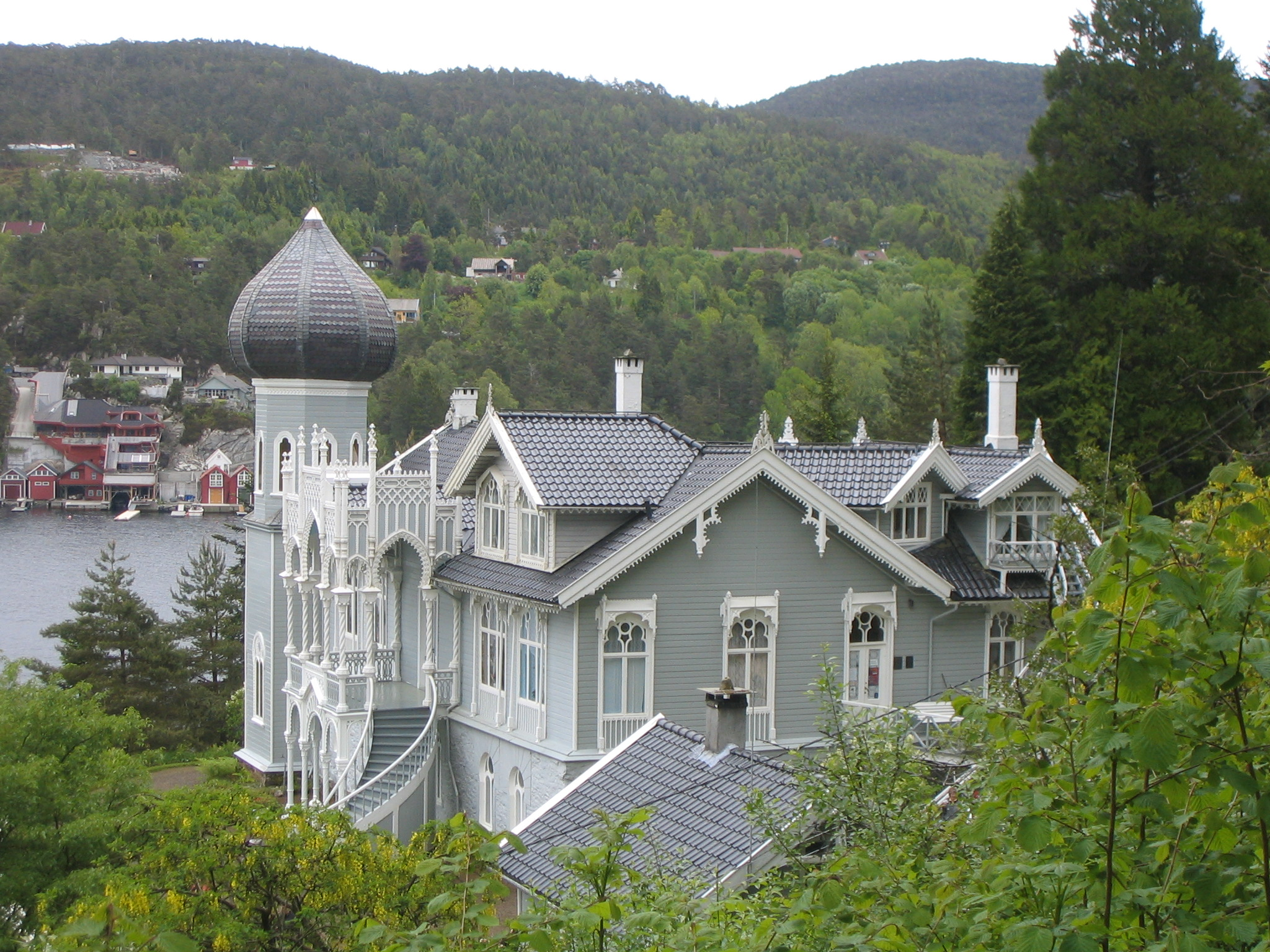
Ole Bulls Villa Lysøen in Lysøen (1872)

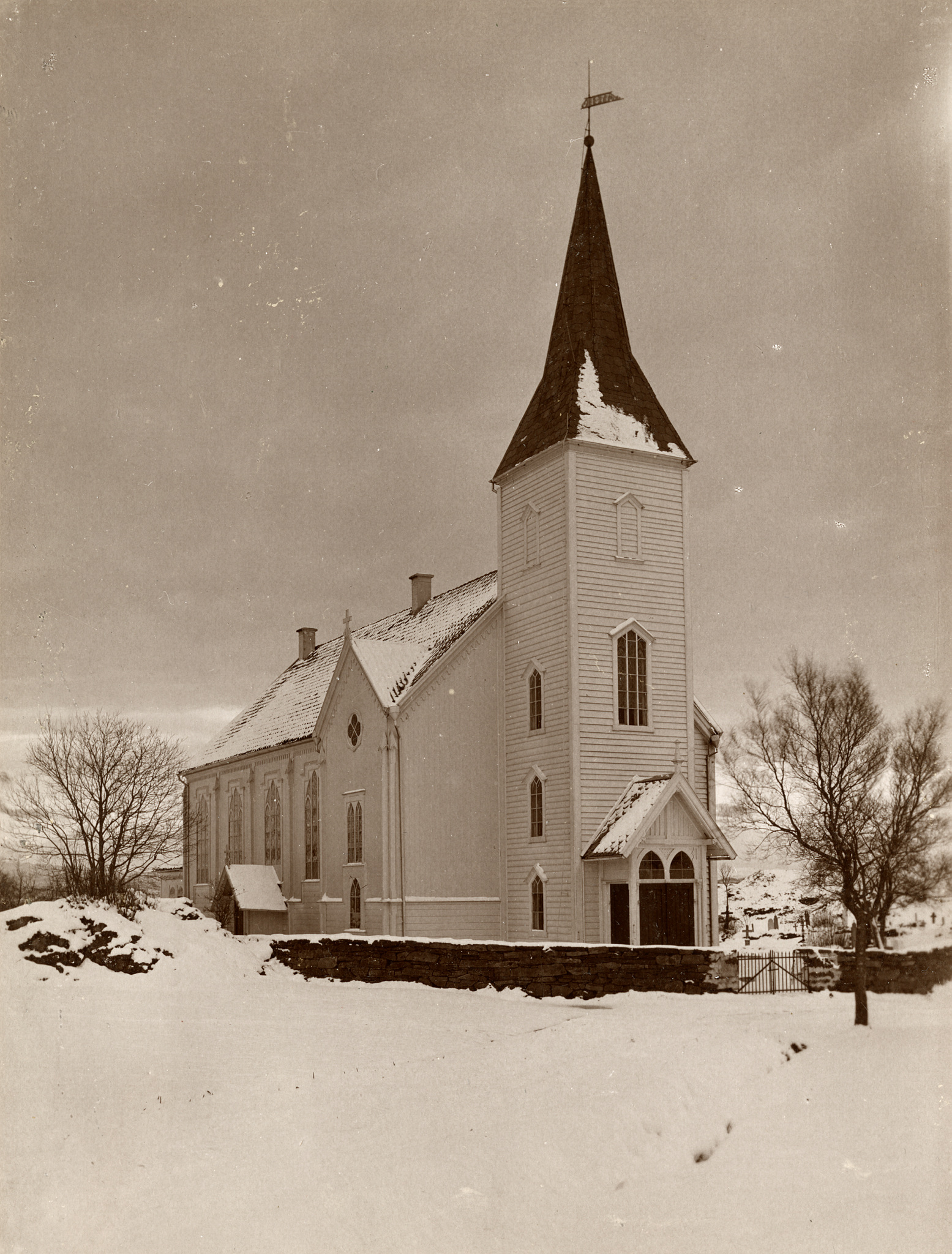
Sundkirche (1877) in Klokkarvik, entworfen von Conrad Fredrik von der Lippe und Hans Heinrich Jess. Die Kirche brannte 1994 bis auf die Grundmauern nieder.

(Standort: Bauwerk, Jahr der Errichtung)
- Ål: Holzkirche, 1880 (1956 wieder aufgebaut von Frederik Konow Lund).
- Avaldsnes: Kirchturm, 1860 (abgerissen).[1]
- Bergen:[1]
  - Kjøttbasaren, Vetrelidsalmenningen, 1874.
  - Finnegården 1 A-B, 1876.
  - Eckhaus für Martens, Vetrelidsalmenningen, 1876.
- Birkenes: Vegusdal Kirche, 1867.
- Fjell: Holzkirche, 1874.
- Grimstad: Sparebank, 1862.
- Hatlestrand: Kirche, 1885.
- Haugesund: Schule, 1860.
- Høle (Rogaland): Pastorenhof, 1865 (abgerissen).
- Kausland: Kirche, 1881.
- Klokkarvik: Sund Kirche, 1877.
- Leveld (Ål): Holzkapelle, 1880.
- Lillesand: Villa Snøringsmoen, für den Kaufmann und Reeder Lars Hammer jr. und Frau Laura, 1870.[1]
- Lysøen: Villa Lysøen, für Ole Bull (1872, zugeschrieben)[1]
- Nedstrand (heute zu Tysvær): Holzkirche, 1868.[1]
- Sømme (Håland): Pastorenhof, um 1870.
- Stavanger:
  - Kirkegata 15, 1857.
  - Colonialforretningshus, 1857.
  - Pflegeheim Alders Hvile, 1869.
  - Gymnastiksaal Kongsgård skole, 1861.
  - St. Petri, 1863–1869.
  - Villa Hansen, 1863.
  - Gefängnis, 1864 (abgerissen).
  - Altes Rathaus, 1865 (abgerissen).
  - Sparebank und Festsaal, 1865 (abgerissen).
  - Kongsgata 49, 1867.
  - Restaurierung der Stavanger domkirke, 1867–1870.
  - Restaurierung der Mauern des Klosters Utstein, 1866.
- Strand: Holzkirche, 1874.[5]
- Torpo: Holzkirche, 1880.
- Varaldsøy: Holzkirche, 1885.

## Gemeinschaftsausstellungen
(Auswahl)

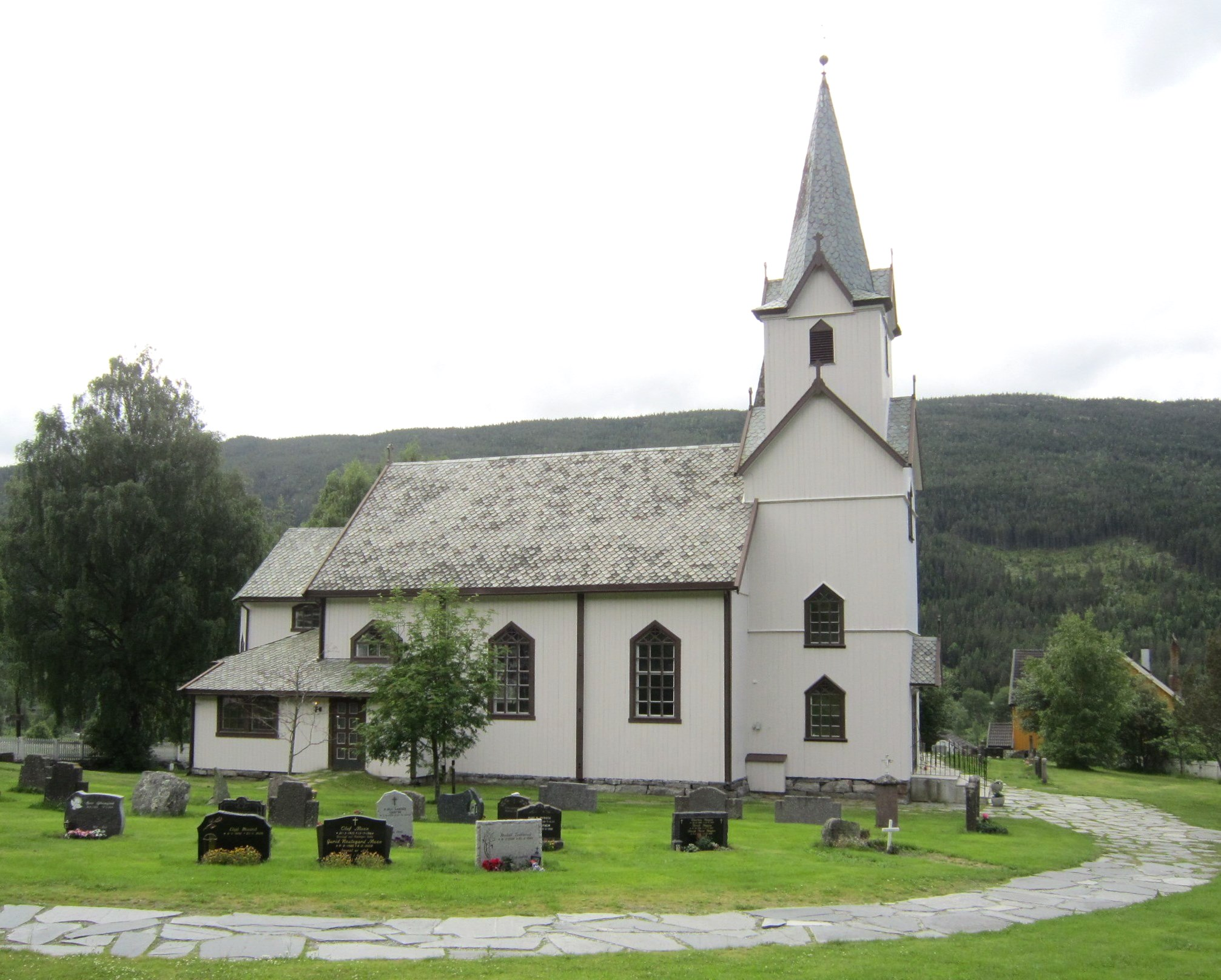
Kirche von Torpo (1880)

- Den norske industri- og kunstutstillingen (Die Norwegische Industrie- und Kunstausstellung), Kristiania, 1883
- (mit Hans Heinrich Jess:) Høstutstillingen (Herbstausstellung), 1886

## Schriften
(nur Monografien)
- Personalhistoriske Efterretninger om Familien von der Lippe med naermeste cognatiske descendenter. Samlede og bearbeidede von Conrad Fredrik von der Lippe. Bergen I commission hos C. Floor. Griegs Bogtrykkeri 1883. Digitalisat
- (als Fredrik Lippe, gemeinsam mit Hans Heinrich Jess:) Die neue lutherische Kirche zu Sund in Norwegen. Berlin 1883.

## Einzelnachweise

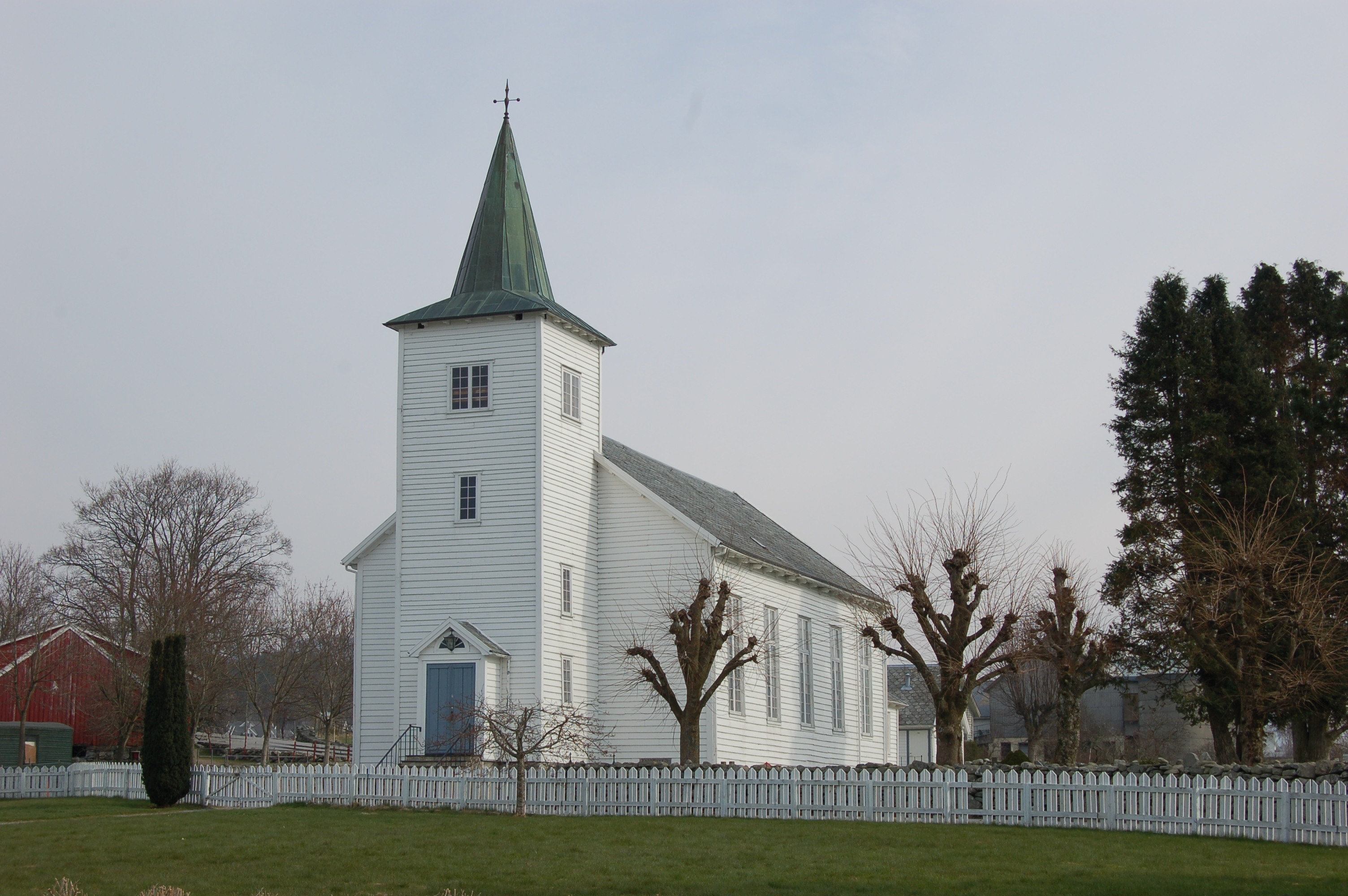
Kirche von Strand (1874)